# Otome Game no Hametsu Flag Shika Nai Akuyaku Reijō ni Tensei Shiteshimatta…
Otome Game no Hametsu Flag Shika Nai Akuyaku Reijō ni Tensei Shiteshimatta… (japanisch 乙女ゲームの破滅フラグしかない悪役令嬢に転生してしまった… Otome Gēmu no Hametsu Furagu Shika Nai Akuyaku Reijō ni Tensei Shiteshimatta…, deutsch ‚Ich wurde in einem Otome-Spiel in der Rolle der Widersacherin mit allen Zeichen auf einen sicheren Untergang wiedergeboren …‘), kurz Hamefura (はめふら), ist eine Romanreihe von Satoru Yamaguchi, die als Webroman startete und dann als Light Novel erschien. Das Werk wurde 2017 als Manga und 2020 als Anime adaptiert. Letztere erscheint auch mit deutschen Untertiteln.

## Handlung
Als Spross einer adligen Familie hat die achtjährige Catarina Claes ein leichtes Leben. Oft spielt sie zusammen mit Geordo Stuart, einem Sohn aus der Königsfamilie. Doch als sie bei einem der Spiele hinfällt und ohnmächtig wird, erinnert Catarina sich an ihr früheres Leben: Das einer Schülerin im modernen Japan, die bei einem Verkehrsunfall ums Leben kam. Als Manga- und Spielefan spielte Catarina auch ein Dating-Sim namens Fortune Lover. In dem findet sie sich nun wieder, jedoch nicht als Heldin, sondern als Gegenspielerin. In neun Jahren, zu Start des Spiels, wird sie die Magische Akademie besuchen und eine andere Schülerin wird ihr den Verlobten Geordo ausspannen und Catarina erwartet die Verbannung oder der Tod. Auch einige der anderen „eroberbaren“ Figuren im Spiel führen zu einem bösen Ende für Catarina. So nimmt sie sich vor, bis zum entscheidenden Tag die Welt um sich herum so zu gestalten, dass sie glimpflich davon kommt.
Nach ihrem Erwachen verlobt sich – aus Schuldgefühlen wegen der Narbe vom Sturz – Geordo mit Catarina. Auch bekommt sie den Adoptivbruder Keith. Den aber umsorgt Catarina, damit er nicht vereinsamt und schließlich zum von der Protagonistin zu umwerbenden Weiberheld wird wie im Spiel. Auch Geordos Bruder Alan lernt Catarina kennen und verhilft ihm zu mehr Selbstwertgefühl. Mit seiner Verlobten Mary Hunt – die Rivalin bei der „Eroberung“ Alans – freundet Catarina sich an. Und sie lernt Sophia Ascart kennen, die von vielen Kindern wegen ihres ungewöhnlichen Aussehens gemobbte Tochter der Premiers. Beide Mädchen teilen die Begeisterung für Liebesromane und freunden sich an, während Catarina so auch Kontakt zu ihrem Bruder Nicol Ascart. Der mit seinem Blick jeden betörende Nicol ist ein weiteres Ziel im Spiel, wobei dessen Schwester die Gegenspielerin ist.
In den Jahren ihrer Mühen hat Catarina zu allen Akteuren des Spiels ein gutes Verhältnis aufgebaut. Dazu hat sie ihre Schwertkunst trainiert, um sich verteidigen zu können, und einen Acker im Garten bestellt, um ihre Erdmagie (erfolglos) zu trainieren und sich im Notfall selbst versorgen zu können. Am ersten Tag an der Magischen Akademie trifft sie dann auch auf ihre Rivalin Maria Campbell. Als eine der wenigen bürgerlichen, die Magie wirken können, wird sie wie im Spiel bald auch von Mitschülern gemobbt. Doch Catarina tritt dem entgegen und hilft ihr. Auch ist sie von Marias Backkunst begeistert und so werden sie schnell Freundinnen. So treffen sie sich oft im von Sirius Dieke geleiteten Schülerrat, in den die besten Schüler kommen: Neben Maria auch Geordo und Alan.

## Figuren
Catarina Claes (カタリナ・クラエス, Katarina Kuraesu)
Catarina ist die Protagonistin. Sie besitzt braunes Haar, blaue, stechende Augen und eine kaum sichtbare Narbe an der Stirn. Catarina ist unsensibel, aber freundlich und fröhlich und besitzt eine blühende Fantasie. Durch ihr bodenständiges und einnehmendes Wesen gewinnt sie leicht die Freundschaft und Herzen anderer, wobei sie dies nicht wahrnimmt, da ihr ganzer Fokus darauf ausgerichtet ist ihr schlechtes Ende abzuwenden, wobei sie dafür auf eher einfältige Pläne wie Gemüseanbau, damit sie nach ihrer Verbannung wenigstens Arbeit als Bäuerin annehmen kann, oder Papierschlangen zu basteln, um ihren Verlobten zu erschrecken.
Sie liebt die Gartenarbeit und auf Bäume zu klettern, was jedoch den Unmut ihrer Mutter nach sich zieht, die dies für ein unpassendes Verhalten für eine Herzogstochter ansieht.
Catarina beherrscht die Erdmagie, allerdings nur sehr schwach, in dem Sinne, dass sie wenige Zentimeter hohe Erdhügel hervorbringen kann.
Geordo Stuart (ジオルド・スティア—ト, Jiorudo Sutiāto)
Geordo ist der dritte Königssohn. Er ist mit seinen blauen Augen und blonden Haaren mit exzellentem Aussehen, Intelligenz und sportlichen und künstlerischen Fähigkeiten gesegnet. Da ihm alles leicht gelingt und er stets gelangweilt, verbirgt dies jedoch hinter einer Facade. Seit Catarinas Unfall mit 8 Jahren, bei der sie sich eine Narbe zuzog und an dem er schuldig war, ist er mit er als Wiedergutmachung verlobt. Obwohl ihre Narbe schon längst kaum mehr sichtbar ist und obwohl auch Catarina im angeboten hat das Verlöbnis aufzulösen, besteht er auf den Beibehalt, da Catarina mit ihrem unberechenbaren Verhalten und einer für einer Adligen untypischen Verhalten als einzige Person sein Interesse genießt.
Seine einzige Schwäche sind Schlangen. Da die Spiel-Catarina in Geordos Pfad durch sein Schwert umkommt, versucht die reale Katarina während der gesamten Handlung über mehrere Jahre hinweg möglichst lebensechte Papierschlangen zu basteln, da sie sich davon erhofft während des eventuellen Kampfes mit ihm ihn damit erschrecken und ablenken zu können. Er beherrscht die Feuermagie.
Keith Claes (キース・クラエス, Kīsu Kuraesu)
Keith in Catarinas Adoptivbruder. Im Spiel geht Catarinas Mutter davon aus, dass ihr Mann fremdgegangen und Keith dessen unehelicher Sohn sei, so dass sie und die Spiel-Catarina ihn unablässig schlecht behandeln. Als Kompensation entwickelte der Spiel-Keith, dabei eine Playboy-Persönlichkeit um sein Trauma mit Frauen abzulenken.
Da die reale Catarina von seinen Umständen weiß, sorgt sie dafür, dass es von Anfang an zur Aussprache ihrer Mutter mit ihrem Vater kommt, so dass Keith in einer liebenden Familie aufwächst und ein eher zurückhaltendes Verhalten entwickelt. Catarinas Mutter vertraut ihm so sehr, dass, wann immer Catarina gesellschaftlichen Pflichten nachkommen muss, Keith an ihrer Seite ist, um zu verhindern, dass sie gesellschaftliche Fauxpas begeht.
Er beherrscht sehr starke Erdmagie.
Alan Stuart (アラン・スティア—ト, Aran Sutiāto)
Alan ist der jüngste Königssohn. Da er seit seiner Geburt im Schatten des perfektem Geordo stand, entwickelte er Minderwertigkeitskomplex. Anfangs sieht er Katarina als Rivalin um die Aufmerksamkeit von Mary. Nachdem er sie jedoch besser kennen gelernt hat und sie vor allem seine musikalischen Fähigkeiten lobt, wird er Teil von Catarinas Freundeskreis.
Er beherrscht die Wassermagie.
Mary Hunt (メアリ・ハント, Meari Hanto)
Mary ist die Tochter eines Markgrafen. Nachdem Catarina als Kind Marys üppigen Blumengarten sieht und sich Rat von ihr holt, warum Catarinas Gemüsepflanzen nicht wachsen, werden sie beste Freundinnen. Als Catarina aus Versehen äußert, dass Mary einen „grünen Daumen der alle Pflanzen wunderschön wachsen lässt“ – jenem Satz mit dem Alan im Spiel Mary aufmunterte und beide sich später verlobten –, redet Mary nur noch von Catarina. Dies führt dazu, dass Alan erst Catarinas Rivale wird und dann Teil von deren Freundeskreis wird, als auch dass Mary und Alan im Gegensatz zum Spiel nie ein Verlöbnis eingehen.
Sie wächst zu einer sehr attraktiven jungen Frau heran, die sich in Catarina verliebt. Mary beherrscht Wassermagie.
Sophia Ascart (ソフィア・アスカルト, Sofia Asukaruto)
Sophia ist die Tochter des Kanzlers, besitzt weißen Haar und rote Augen, weswegen sie allen außer ihren liebenden Eltern und ihrem Bruder als „Dämonenkind“ gehänselt wird. Als Catarina sie bei einer Teeparty trifft und im Gegensatz zu den anderen Gästen von ihrem schneeweißes Haar fasziniert ist, werden die beiden gute Freundinnen, zumal beide den gleichen Liebesroman-Geschmack haben.
Nicol Ascart (ニコル・アスカルト, Nikoru Asukaruto)
Nicol ist Sophias Bruder, der sie stets vor anderen beschützt. Im Gegensatz zu den meisten, die ihn nur bemitleiden, ständig seine Schwester beschützen zu müssen, erzählt ihm Catarina, dass er bestimmt stolz darauf sei, so eine niedliche kleine Schwester zu haben. Dies führt dazu, dass Nicol, der sich sonst eher von anderen distanziert, wenn möglich, Katarinas Nähe sucht.
Maria Campbell (マリア・キャンベル, Maria Kyamberu)
Maria ist im Gegensatz zu den anderen keine Adlige. Da sie jedoch die äußerst seltene Lichtmagie beherrscht, wird sie ausnahmsweise an die der eigentlich dem Adel vorbehaltenen Magieschule aufgenommen. Sie ist schön, sanftmütig, bescheiden und liebt es Süßigkeiten zu backen.
Im Spiel ist sie die Protagonistin, die sich gegen alle Widrigkeiten (vor allem Catarina) durchsetzen muss und letztendlich mit Geordo, Alan, Keith oder Nicol zusammenkommt, denen sie alle irgendwie hilft, wobei als Folge die Spiel-Catarina umkommt oder verbannt wird.
Allerdings hat nun die wiedergeborene Katarina sich zumeist unbewusst, bereits um die Probleme der einzelnen Figuren gekümmert, und schützt auch Maria vor Mobbingversuchen der anderen Adligen, so dass es zwischen Maria und den Jungs zu keiner Romanze kommt und Maria und Katarina gute Freundinnen werden. Dennoch ist Katarina immer noch fest davon überzeugt, dass ihr Untergang bevorsteht.

## Veröffentlichung
Satoru Yamaguchi begann sein Werk auf der Internet-Romanplattform Shōsetsuka ni Narō am 6. Juli 2014, wo er bis zum 23. März 2015 neue Kapitel verfasste. Er erhielt im selben Jahr ein Angebot des Verlags Ichijinsha das Werk professionell zu veröffentlichen. Der erste Band wurde am 25. August 2015 verlegt und bisher (Stand: April 2025) erschienen 14 Bände und geht über die Handlung des Webromans hinaus. Das Werk wird illustriert von Nami Hidaka.
Die Online-Light-Novel-Seite J-Novel Club lizenzierte das Werk für den englischsprachigen Raum und veröffentlicht es seit dem 27. September 2018 als E-Book.

## Manga
Der Roman wurde als Manga adaptiert, der ebenfalls von Satoru Yamaguchi geschrieben und von Nami Hidaka gezeichnet wird. Das erste Kapitel erschien in Ichijinshas Shōjo-Manga-Magazin Comic Zero-Sum (Ausgabe 10/2017) am 28. August 2017. Bisher wurden die Kapitel in elf Sammelbänden (Tankōbon) zusammengefasst.
Eine deutsche Übersetzung des Mangas erscheint seit Juli 2020 bei Manga Cult in bisher zehn Bänden (Stand: Mai 2025). Seven Seas Entertainment lizenzierte das Werk für den US-Markt und veröffentlicht es seit dem 7. September 2019.
Seit dem 1. November 2019 erscheint im Online-Schwestermagazin Zero-Sum Online das Spin-off Otome Game no Hametsu Flag Shika Nai Akuyaku Reijō ni Tensei Shiteshimatta…: Zettai Zetsumei! Hametsu Sunzen Hen (乙女ゲームの破滅フラグしかない悪役令嬢に転生してしまった… 絶体絶命！破滅寸前編 ‚~: Höchste Not! Der Untergang steht kurz bevor‘) in dem – wie der Titelzusatz andeutet – die Protagonistin nicht als Katarina in ihrer Kindheit wiedergeboren wird, sondern während ihrer Schulzeit kurze Zeit vor ihrem schlechten Ende und daher wenig Zeit hat dies zu vermeiden.

## Anime
Beim Studio Silver Link entstand eine Adaption des Romans als Animeserie für das japanische Fernsehen. Bei der Produktion nach dem Drehbuch von Megumi Shimizu führte Keisuke Inoue Regie. Die Episodendrehbücher schrieb neben Shimizu auch Megumu Sasano. Das Charakterdesign entwarf Miwa Ōshima und die künstlerische Leitung lag bei Asuka Komiyama. Die verantwortlichen Produzenten waren Hiroyuki Aoi, Kei Nishi, Takashi Jinguuji und Yutaka Suwa.
Die 12 Folgen wurden erstmals vom 5. April bis 20. Juni 2020 auf Netflix Japan und Docomo Anime Store erstveröffentlicht, anderthalb Stunden später im Fernsehen auf Tokyo MX und BS11 (und damit am vorigen Fernsehtag), sowie mit einer Stunde Versatz auch auf Mainichi Hōsō, einem Tag Versatz auf AT-X und zwei Tagen Versatz auf J:COM TV. Auf der Plattform Crunchyroll wurde der Anime parallel zur japanischen Ausstrahlung international per Streaming veröffentlicht, darunter mit deutschen und englischen Untertiteln.

### Musik
Die Musik der Serie entstand in einer Zusammenarbeit von Hanae Nakamura, Miki Sakurai, Natsumi Tabuchi, Shu Kanematsu und Tatsuhiko Saiki. Der Vorspann ist unterlegt mit dem Lied Shōjo no Route wa Hitotsu Janai! von Angela und der Abspanntitel ist Bad End von Shōta Aoi. In der elften Folge wird außerdem das Lied Kimi no Kage, Orange no Sora (君の影、オレンジの空) von angela eingespielt.

### Synchronisation
| Rolle          | japanischer Sprecher (Seiyū) | deutscher Sprecher     |
| -------------- | ---------------------------- | ---------------------- |
| Catarina Claes | Maaya Uchida                 | Corinna Dorenkamp      |
| Alan Stuart    | Tatsuhisa Suzuki             | Vincent Fallow         |
| Geordo Stuart  | Shōta Aoi                    | Louis Friedmann Thiele |
| Keith Claes    | Tetsuya Kakihara             | Patrick Keller         |
| Nicol Ascart   | Yoshitsugu Matsuoka          | Nicolás Ötzen          |
| Sirius Dieke   | Toshiki Masuda               | Ferdi Ötzen            |
| Sophia Ascart  | Inori Minase                 | Jana Dunja Gries       |
| Mary Hunt      | Miho Okasaki                 | Vivien Faber           |
| Maria Campbell | Saori Hayami                 | Nina Benz              |
| Anne Shelley   | Azumi Waki                   | Signe Zurmühlen        |

## Rezeption
Die Light Novel und die Manga verkauften sich bis Oktober 2018 mehr als 600.000 Mal. Der zweite des Mangas verkaufte sich in der ersten Woche nach Veröffentlichung etwa 23.000 Mal.
Sowohl Rebecca Silverman als auch James Beckett von Anime News Network lobten den Charm der Serie und die originelle Herangehensweise an das Isekai-Subgenre, die aus der Vielzahl an Werken aus diesem Genre hervorsteche.